# جون ويزلي تورنر
جون ويزلي تورنر (بالإنجليزية: John Wesley Turner)‏ هو ضابط أمريكي، ولد في 19 يوليو 1833 في Saratoga, New York ‏ في الولايات المتحدة، وتوفي في 8 أبريل 1899 في سانت لويس في الولايات المتحدة.